# Kanna
Kanna – wieś w Polsce położona w województwie małopolskim, w powiecie dąbrowskim, w gminie Bolesław.
W latach 1975–1998 miejscowość administracyjnie należała do województwa tarnowskiego. Integralne części miejscowości: Rokicie, Wacków.

## Położenie
Wieś leży ok. 80 km na północny wschód od Krakowa, 40 km na północ od Tarnowa
i 3 km od Bolesławia na północnym skraju Powiśla Dąbrowskiego,
a tym samym na północno-wschodnim krańcu województwa małopolskiego, w zakolu Wisły na wprost ujścia Nidy.

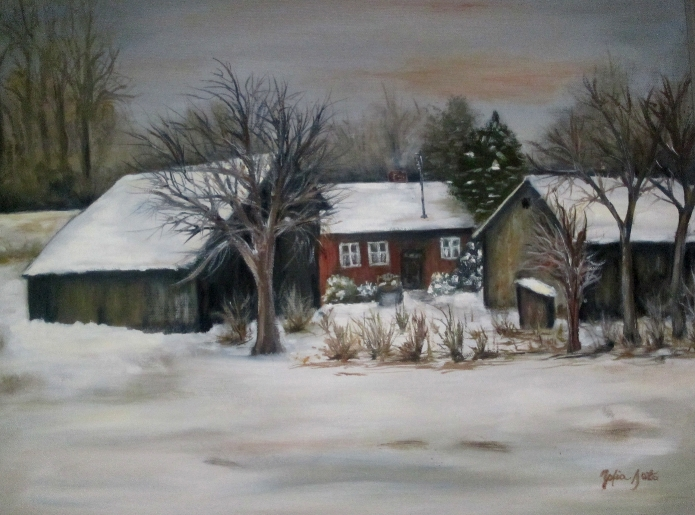
Malowidło Zofii Soto – Chlastawa

## Środowisko naturalne

### Fauna
Zasoby świata zwierzęcego na terenie powiatu dąbrowskiego można uznać za bogate. Żyją tu m.in. lis, borsuk, kuna leśna, tchórz zwyczajny, łasica, dzik, łoś, sarna, a w ostatnich latach pojawił się też bóbr. Można również spotkać na łąkach chomika europejskiego, który jest prawnie chroniony i żyje tylko w naturze.
Z ptaków wymienić należy jastrzębia, kruka, szczygła, orlika krzykliwego, pustułkę, perkoza, rybitwę, czajkę, kormorana, derkacza, dzięcioła, puchacza, oraz myszołowa.

### Klimat
Klimat obszarów należących do Kotliny Sandomierskiej zaliczany jest do najcieplejszych w Polsce. Średnia temperatura lipca wynosi powyżej 19 °C. Okres wegetacyjny sięga 220 dni, roczna suma opadów 600 – 700 mm. Są to czynniki dogodne dla rozwoju rolnictwa i turystyki.

## Zabytki
Obiekt wpisany do rejestru zabytków nieruchomych województwa małopolskiego.
- Kaplica pw. Matki Bożej Różańcowej, murowana, z 1871, wyremontowana w 2007 roku. Obiekt wzniesiony na planie trójbocznie zamkniętego prostokąta z barokową sygnaturką[6].

## Sport i Rekreacja
Położona na Równinie Tarnobrzeskiej posiada, jak całe Powiśle bardzo korzystne warunki klimatyczne, z uwagi na wysoką średnią temperatury w roku. Peryferyjne usytuowanie na uboczu od ośrodków miejskich i głównych szlaków komunikacyjnych sprawia, że wieś jest idealna dla osób lubiących ciszę i naturę.
We wsi jest boisko sportowe, jak również działa OSP, mieszcząca się w Domu Ludowym.

## Kultura
„Eliksir” – zespół pieśni i tańca.

## Komunikacja
Komunikację publiczną zapewniają prywatne linie mikrobusowe oraz nieliczne kursy PKS.
Jadąc od Krakowa do Wsi można dostać się drogą krajową 79 przekraczając rzekę Wisłę przeprawą promową Nowy Korczyn/Borusowa, następnie drogą wojewódzką 973 kierując się w kierunku miasta Żabno a następnie na Szczucin. Od Sandomierza drogą 79, następnie 73 na Tarnów, a w Szczucinie na Kozłów. Jadąc od Tarnowa kierunek przez Dąbrowę Tarnowską lub Żabno.

## Statystyka
- powierzchnia ogółem 462 ha, z czego 398 ha rolne (68,4% grunty orne, 0,2% sady, 1,4% użytki zielone),
- liczba gospodarstw domowych 75 z czego: 13% utrzymuje się wyłącznie z gospodarstw rolnych, 80% z gospodarstw rolnych + zarobki nierolnicze, a pozostałe 7% to głównie zarobki nierolnicze i inne źródła utrzymania[1].